# Жестопис

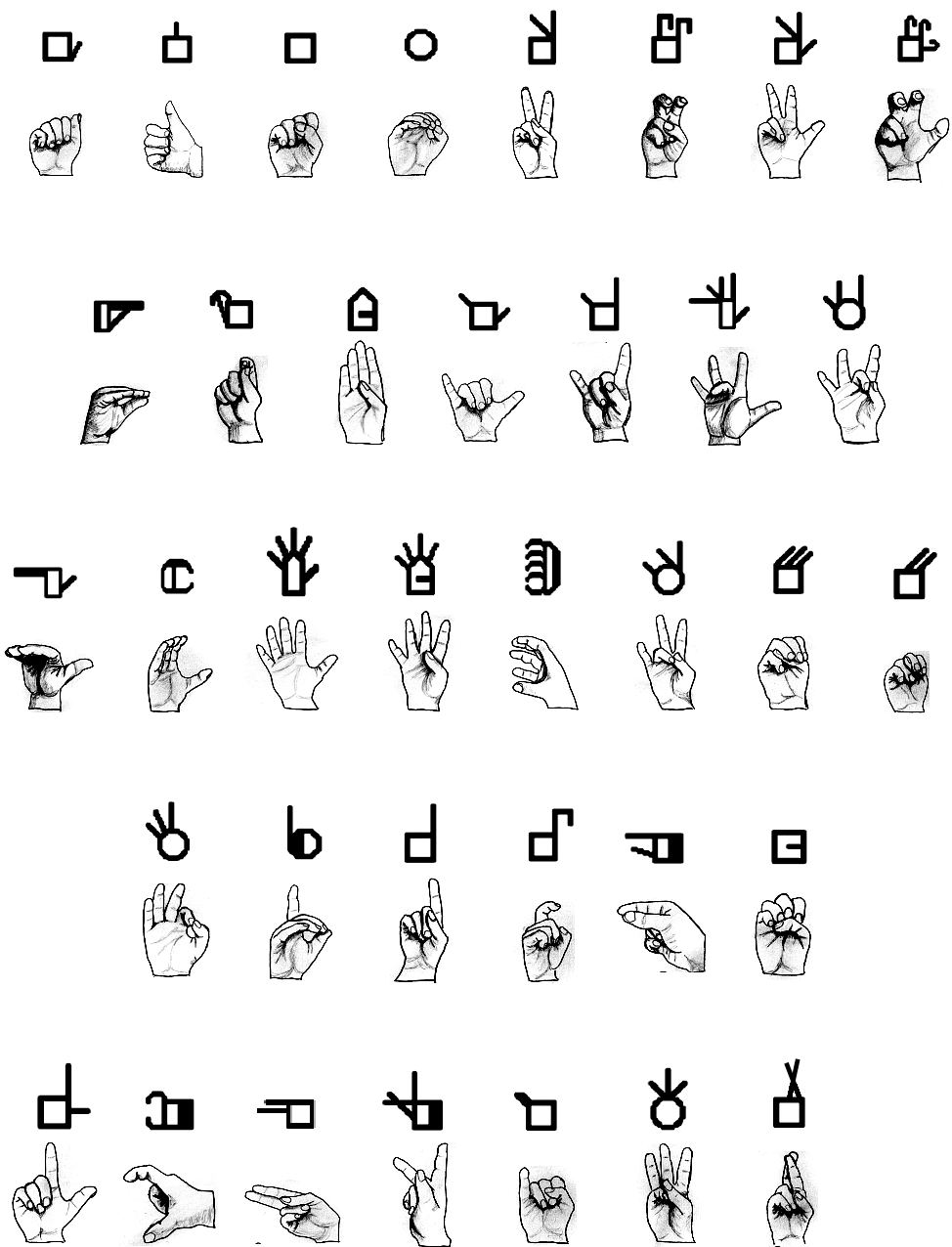
Жести та їхні знаки

Жесто́пис (також жестове письмо; англ. SignWriting) — система писемності для жестових мов; спосіб транскрибування мов жестів. Подібно до того, як букви алфавіту символізують звуки «звукової» мови, знаки жестопису символізують міміку, рухи рук і тіла жестової мови.
Розкриття структури жесту і виявлення характеристик його компонентів дозволяє розробити систему запису, за допомогою якої можлива досить точна, однозначна і економна письмова фіксація жестів. Нотація полегшує аналіз структури жестів, виявлення їх спільних і відмінних рис. Точний і однозначний запис відкриває широкі перспективи роботи з текстами жестових висловлювань за допомогою комп'ютерної техніки.